# Philippe Graffin
Philippe Graffin (Romilly-sur-Seine, 1964) is een Frans violist. Hij wordt gerekend tot de absolute top van de wereld. Hij maakte diverse opnamen op het label Hyperion en verzorgde vele concerten, onder andere met Philippe Hirshhorn. Hij is een voorvechter voor het Franse, Nederlandse en Engelse vioolrepertoire. Sinds de jaren 2010 maakt hij opnamen voor COBRA Records. In 2014 kwam op dit label de CD Concertos Parlando uit met werken van Dvarionas, Shchedrin, Prokofiev en Tsjaikovski. Een andere opname uit 2014 betreft het vioolconcert van de Fin Tauno Marttinen. Uit 2011 stamt zijn opname van vioolsonates van Willem Pijper, Ton de Leeuw en Rudolf Escher.